# Swaay
A Swaay EP az amerikai DNCE pop csapat első középlemeze, mely 2015 október 23-án jelent meg a Republic Records kiadónál. A dalokat az énekes-frontember Joe Jonas írta. Az EP a 39. helyen debütált az amerikai Billboard 200-as listán.

## Kislemezek
A Cake By The Ocean című dal 2015 szeptember 18-án jelent meg az EP első kimásolt kislemezekén, mely az Egyesült Államok Hot 100-as listájának 9. helyéig jutott. A dal mérsékelt siker volt Ausztráliában, Kanadában és Új-Zélandon.
A Toothbrush című dal a 2. kimásolt kislemez volt az EP-ről, mely 2016 május 17-én jelent meg.

## Megjelenések
CD  Egyesült Államok Republic Records – 4778794
1. Cake By The Ocean – 3:38
2. Pay My Rent – 3:13
3. Toothbrush – 3:51
4. Jinx – 3:36

## Slágerlista
| Slágerlista (2016)                       | Legmagasabb helyezés |
| ---------------------------------------- | -------------------- |
| Kanada (Billboard Canadian Albums Chart) | 18                   |
| Dánia (Hitlisten Album Top 40)           | 19                   |
| USA Billboard 200                        | 39                   |

| Slágerlista (2016)          | Helyezés |
| --------------------------- | -------- |
| Canadian Albums (Billboard) | 46       |
| Danish Albums (Hitlisten)   | 59       |
| US Billboard 200            | 83       |

## Megjelenések
| Régió            | Dátum             | Formátum           | Label    | Ref.   |
| ---------------- | ----------------- | ------------------ | -------- | ------ |
| Az egész világon | 2015. október 23. | Digitális letöltés | Republic | [ 12 ] |
| Az egész világon | 2016. január 29.  | CD                 | Republic | [ 13 ] |